# سقوط ایرباس ای۴۰۰ام فرودگاه سویا
در ۹ می ۲۰۱۵، یک هواپیمای باربری ایرباس ای۴۰۰ام اطلس در یک پرواز آزمایشی در لا رینکونادا، اسپانیا، در کمتر از ۵ کیلومتر (۳٫۱ مایل) از فرودگاه سویا در حدود ساعت 1:00 بعد از ظهر به وقت محلی سقوط کرد و ۴ نفر از ۶ خدمه کشته شدند.